# سفارة

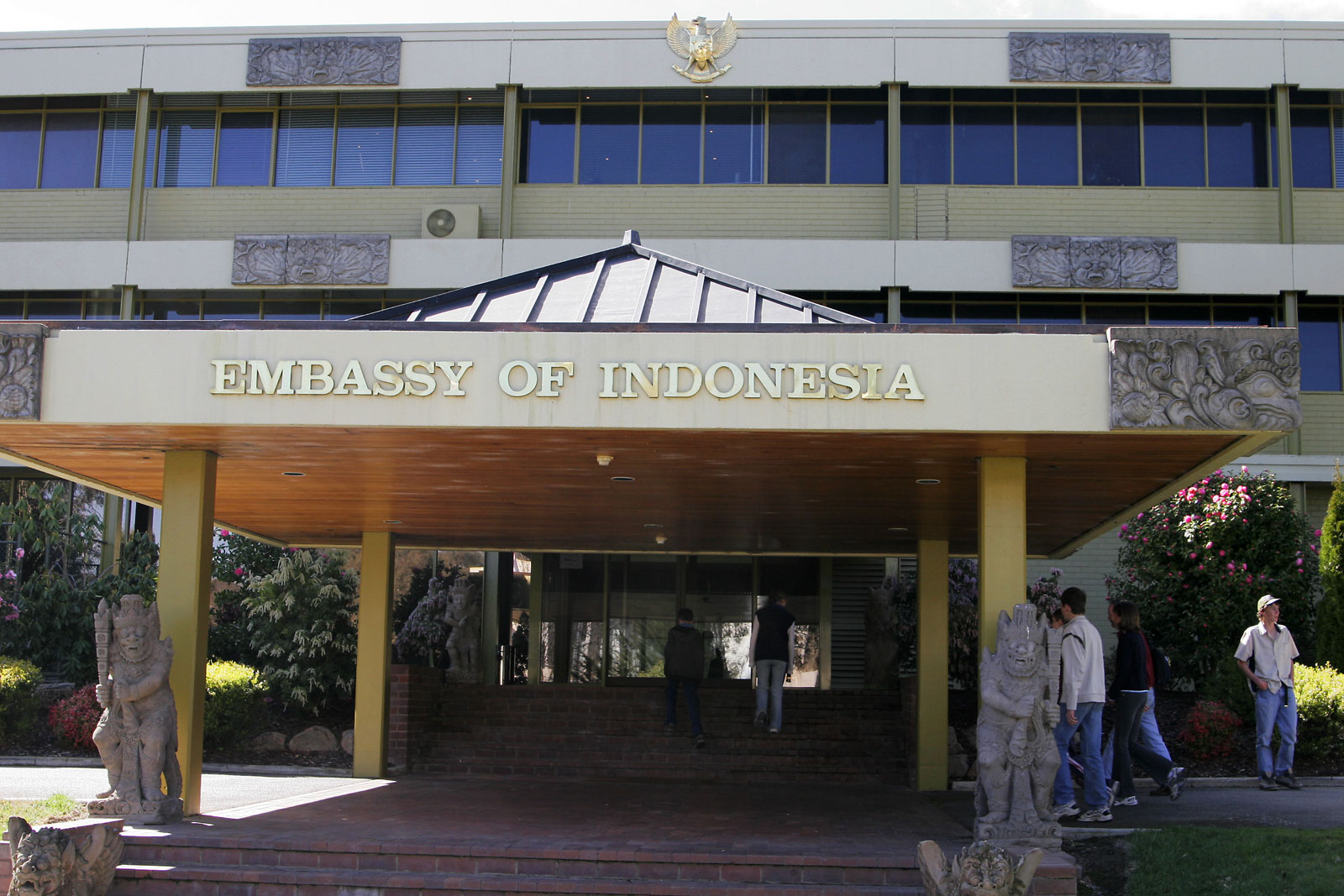
سِفارة أندونيسيا بأستراليا (كانبارا)

السِّفارة (بكَسْرِ السِّينِ في أَوَّلِهَا) (الجمع: سِفَارات)، هي بعثة دبلوماسية تبعث بها دولة ما إلى دولة أخرى لتمثيلها والدفاع عن مصالحها ولتسهيل أعمال وشؤون مواطنيها المقيمين في الدولة المضيفة.
عادة تكون السِّفارة بعاصمة الدولة المضيفة ووجود سِفارة لدولة بدولة أخرى دليل على وجود اعتراف وعلاقات دبلوماسية بين الدولتين.
تطلق كلمة سِفارة أحياناً على المبنى الذي تقدم فيه هذه الخدمات، ولكنها تستعمل أحياناً للإشارة إلى مقر سكن السفير.

## الوضعية القانونية للسِّفارة
تعتبر سِفارة بلد ما «أ» في البلد «ب» جزءاً من التراب الوطني ل «أ» حيث لا يمكن لأي فرد من الدولة «ب» الدخول إلى السِّفارة بدون ترخيص من البلد «أ». حتى أن السلطات الأمنية من الدولة «ب» لا تملك حق تفتيش السِّفارة أو القيام بأي تدخل داخلها. وأي مخالفة لهذا القانون تعتبر تعدياً على سيادة الدولة «أ».

## مهام السِّفارة
على الرغم من اختلافها بحسب الدول إلا أن المهام الموكولة لسفارات الدول في العالم هي:
- العلاقات الدبلوماسية

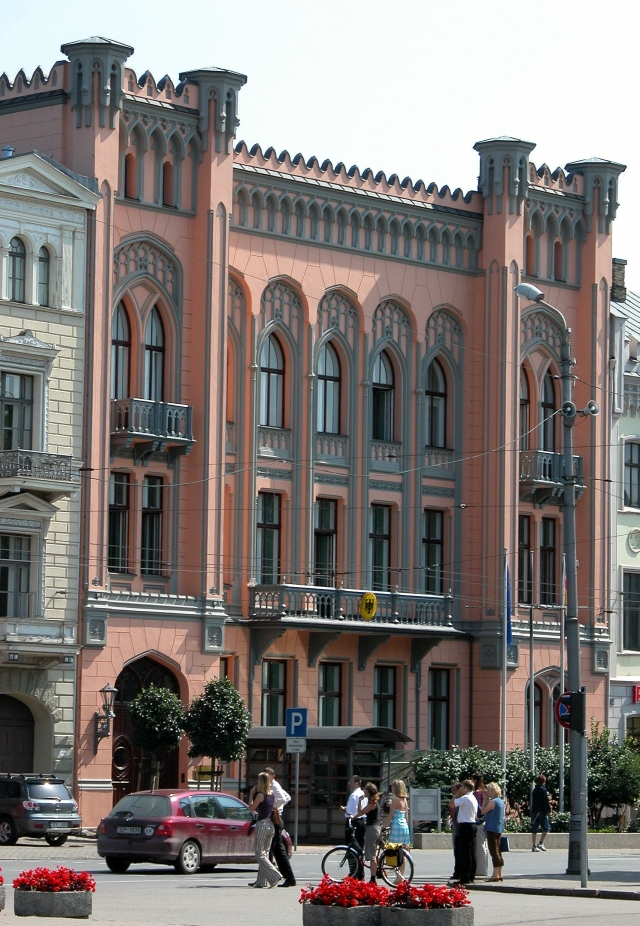
السِّفارة الألمانية بلاتفيا (ريغا)

إن ربط العلاقات الدبلوماسية بين الدولتين من أهم مهام السِّفارة.
في حالات نزاعات أو نشوب حرب أهلية بالدولة المستضيفة من الممكن للسِّفارة أن تغلق حماية لمصلح دولتها.
علينا أن لا نخلط بين هذا الإجراء وإجراء طرد السفير والذي يعني قطع العلاقات الدبلوماسية بين دولتين ومن ذلك
1. طرد فنزويلا للسفير 'الإسرائيلي' بكاراكاس بعد مجزرة غزة سنة 2008.
2. طرد العراق السفير السوري بأراضيه إثر اتهامات نوري المالكي لأشخاص مقيمين بسوريا بالضلوع في تفجيرات الأربعاء الأسود في أغسطس 2009

3 وأيضاً طرد السعوديه السفير الكندي في ال2018
- تأمين خدمات للمواطنين بالخارج

من مهام السِّفارة كذلك تأمين خدمات لمواطني دولتها المقيمين بالبلد المستضيف، ومن هذه الخدمات سحب أوراق الحالة المدنية والهوية (جوازات سفر، مضامين ولادة، بطاقات هوية..) كما أن للسِّفارة تنظيم زواج أو تأمين حق التصويت لرعاياها بالدولة المستضيفة مع العلم أن هذا يخضع إلى قوانين البلد المستضيف. كما أن لأي مواطن يشعر بأنه غير محمي بالخارج (خارج سِفارة بلده)من أن يتوجه إليها ليلقى الحماية هناك، أو ليسلم نفسه ليلقى القبض عليه من سلطات بلده ليقضي عقوبته بوطنه.